# Guardians of the Galaxy: Cosmic Rewind
Guardians of the Galaxy: Cosmic Rewind is een stalen overdekte achtbaan in het Amerikaanse attractiepark Epcot. De achtbaan opende in mei 2022 in het themagebied World Discovery en vervangt de darkride Ellen's Energy Adventure.
De attractie werd aangekondigd in 2017 als vervanger van Ellen's Energy Adventure. Deze darkride sloot 23 augustus 2017, waarna de bouw van de achtbaan begon. De achtbaan is gebouwd door de Nederlandse fabrikant Vekoma. Voor de bouw van de attractie werd op het terrein van de fabrikant een prototype gerealiseerd.

## Rolverdeling
| Acteur / Actrice     | Personage               |
| -------------------- | ----------------------- |
| Chris Pratt          | Peter Quill / Star-Lord |
| Zoe Saldaña          | Gamora                  |
| Dave Bautista        | Drax the Destroyer      |
| Fred Tatasciore      | Groot                   |
| Fred Tatasciore      | Eson the Searcher       |
| Jon Bailey           | Rocket Raccoon          |
| Glenn Close          | Nova Prime Irani Rael   |
| Terry Crews          | Centurion Tal Marik     |
| Christopher Fairbank | The Broker              |
| Frank Maharajh       | Corpsman Ridley         |
| Zehra Fazal          | Interviewer             |
| Katie Leigh          | World Mind (stem)       |

## Bouwfoto's

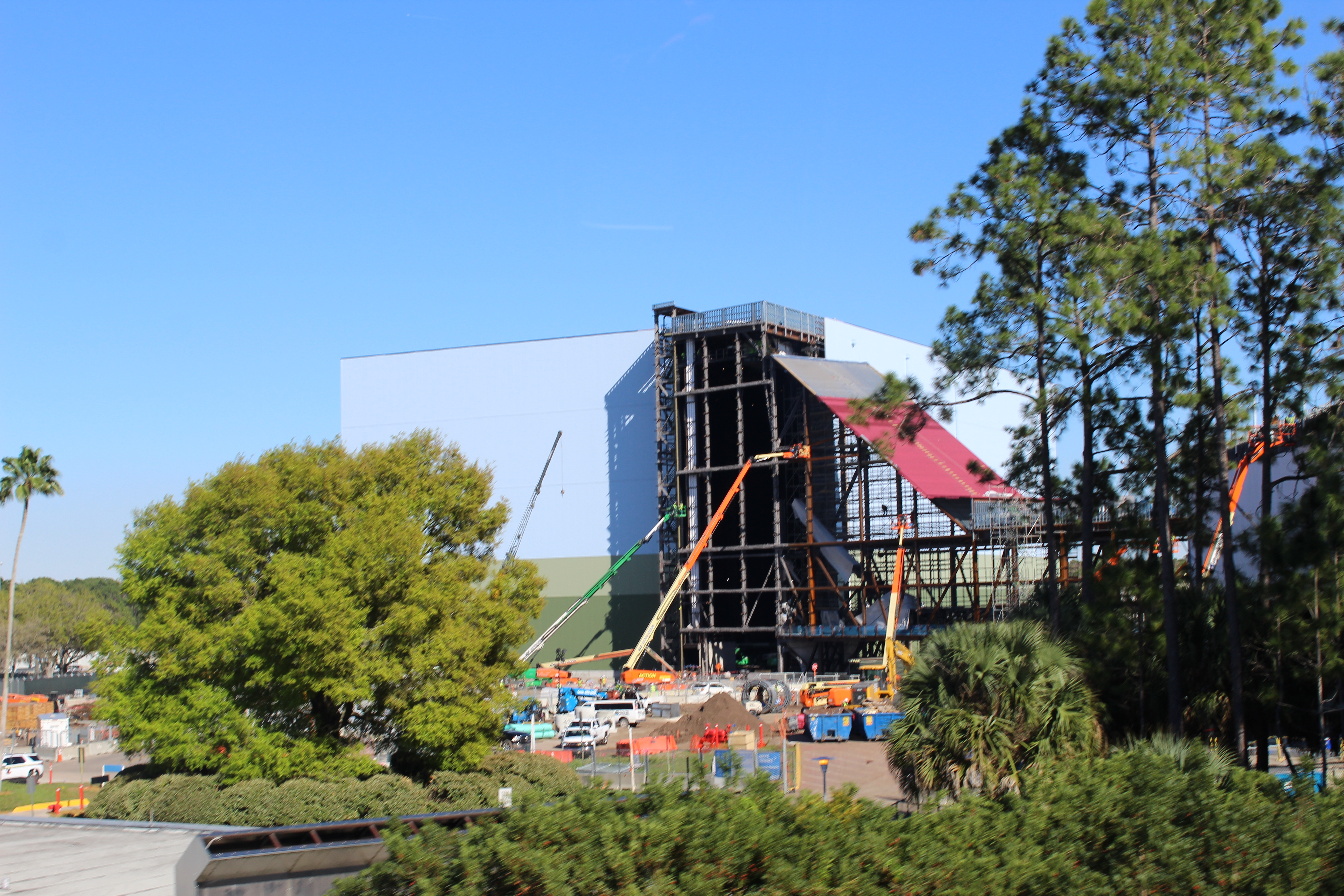
maart 2019
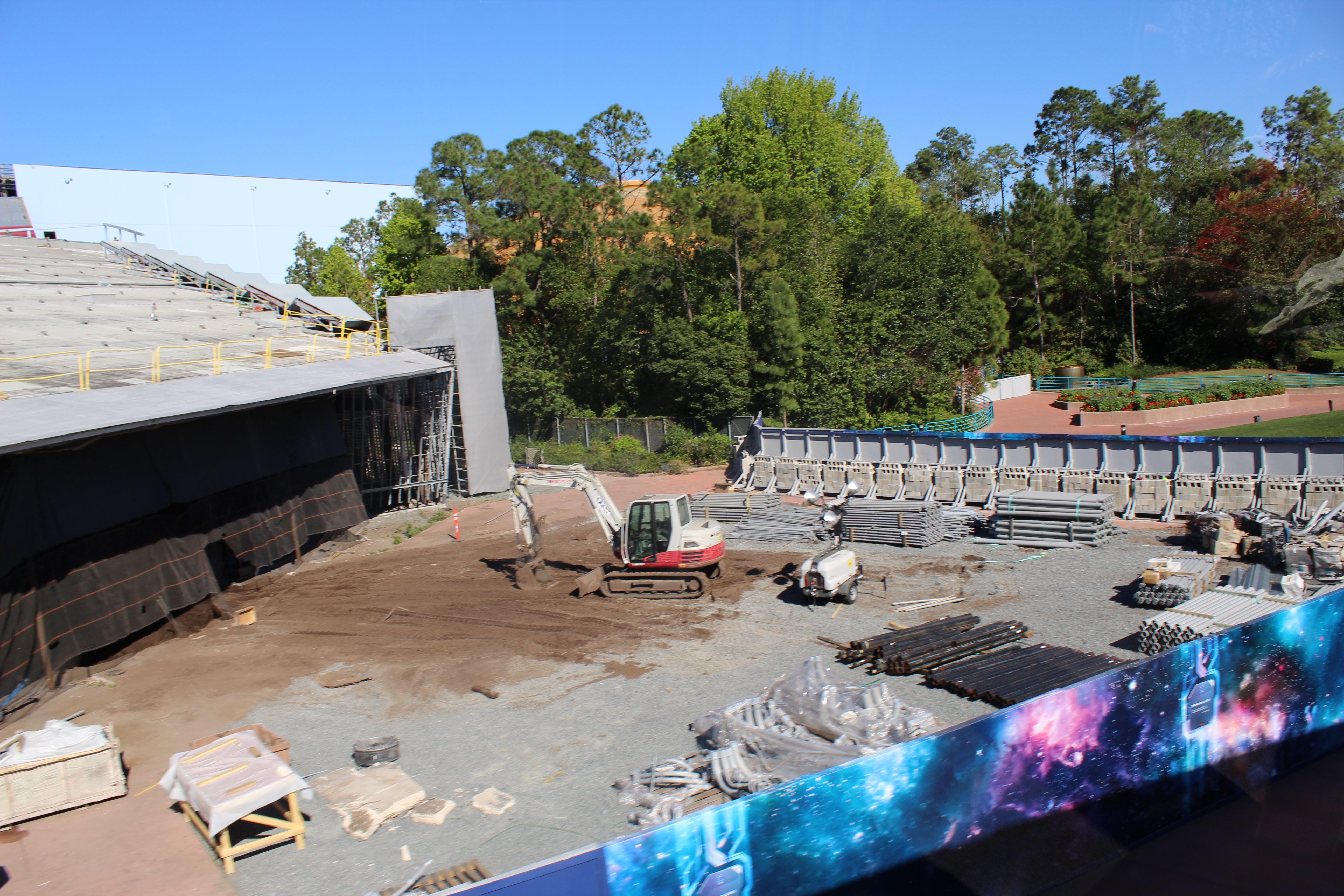
maart 2019

Walt Disney World Resort · Lijst van attracties in Epcot · Fountain of Nations · afbeeldingen